# Крупа (Обровац)
Крупа је насељено мјесто у Буковици, у сјеверној Далмацији. Припада граду Обровцу, у Задарској жупанији, Република Хрватска.

## Географија
Налази се 17 км источно од Обровца, у подножју Велебита, на изворишту ријеке Крупе, притоке Зрмање.

## Историја
Крупа се од распада Југославије до августа 1995. године налазила у Републици Српској Крајини.

## Култура
Код Крупе се налази манастир Крупа из 1317. године.

## Становништво
Према попису из 1991. године, Крупа је имала 412 становника, од чега 410 Срба, 1 Хрвата и 1 осталог. Према попису становништва из 2001. године, Крупа је имала 57 становника. Крупа је према попису становништва из 2011. године имала 127 становника.
| Националност       | 1991. | 1981. | 1971. | 1961. |
| Срби               | 410   | 439   | 652   | 830   |
| Југословени        |       | 36    |       | 6     |
| Хрвати             | 1     | 4     | 4     | 2     |
| остали и непознато | 1     | 5     |       | 1     |
| Укупно             | 412   | 484   | 656   | 839   |

| Демографија | Демографија | Демографија |
| Година      | Становника  | Становника  |
| ----------- | ----------- | ----------- |
| 1961.       | 839         |             |
| 1971.       | 656         |             |
| 1981.       | 484         |             |
| 1991.       | 412         |             |
| 2001.       | 57          |             |
| 2011.       |             | 127         |

## Попис 1991.
На попису становништва 1991. године, насељено место Крупа је имало 412 становника, следећег националног састава:
| Попис 1991.‍ | Попис 1991.‍ | Попис 1991.‍ | Попис 1991.‍ | Попис 1991.‍ |
| ----------- | ----------- | ----------- | ----------- | ----------- |
|             |             |             |             |             |
| Срби        | Срби        |             | 410         | 99,51%      |
| Хрвати      | Хрвати      |             | 1           | 0,24%       |
| непознато   | непознато   |             | 1           | 0,24%       |
| укупно: 412 |             |             |             |             |

## Презимена
| - Баџа — Православци - Бијанко — Православци - Вукчевић — Православци - Глушац — Православци - Гужвица — Православци - Драгичевић — Православци - Иваниш — Православци - Јованчевић — Православци - Љубичић — Православци | - Максимовић — Православци - Мандић — Православци - Мацура — Православци - Милић — Православци - Опачић — Православци - Предовић — Православци - Смијуљ — Православци - Травица — Православци - Швоња — Православци |